# Piacé
Piacé ist eine französische Gemeinde mit 373 Einwohnern (Stand: 1. Januar 2022) im Département Sarthe in der Region Pays de la Loire; sie gehört zum Arrondissement Mamers und zum Kanton Sillé-le-Guillaume. Die Einwohner werden Piacéens genannt.

## Geographie
Piacé liegt etwa 27 Kilometer nordnordwestlich von Le Mans an der Mündung der Bienne in die Sarthe. Umgeben wird Piacé von den Nachbargemeinden Saint-Germain-sur-Sarthe im Norden und Westen, Coulombiers im Norden und Nordosten, Chérancé im Nordosten, Vivoin im Osten und Südosten, Juillé im Süden, Saint-Christophe-du-Jambet im Süden und Südwesten sowie Moitron-sur-Sarthe im Westen und Südwesten.

## Bevölkerungsentwicklung
| 1962                       | 1968 | 1975 | 1982 | 1990 | 1999 | 2006 | 2018 |
| -------------------------- | ---- | ---- | ---- | ---- | ---- | ---- | ---- |
| 462                        | 426  | 375  | 366  | 325  | 337  | 358  | 380  |
| Quellen: Cassini und INSEE |      |      |      |      |      |      |      |

## Sehenswürdigkeiten
- Kirche Notre-Dame aus dem 11. Jahrhundert, Umbauten aus dem 13. Jahrhundert
- Prioratskapelle von Saint-Léger aus dem 13. Jahrhundert, Monument historique
- Mittelalterliche Brücke (Pont aux Ânes)
- Ehemalige Mühle von Blaireau